# Hyloxalus nexipus
Hyloxalus nexipus är en groddjursart som först beskrevs av Frost 1986.  Hyloxalus nexipus ingår i släktet Hyloxalus och familjen pilgiftsgrodor. IUCN kategoriserar arten globalt som livskraftig. Inga underarter finns listade i Catalogue of Life.